# Port lotniczy Ciudad Constitución
Port lotniczy Ciudad Constitución (IATA: CUA, ICAO: MMDA) – port lotniczy położony 6 km na wschód od Ciudad Constitución, w stanie Kalifornia Dolna Południowa, w Meksyku.